# Tommy Makem
Thomas Makem, detto Tommy (Keady, 4 novembre 1932 – Dover, 1º agosto 2007), è stato un poeta, cantautore e suonatore di banjo britannico naturalizzato statunitense.
Artista di fama internazionale, icona della cultura folk irlandese, è ricordato anche per la sua attività di cantastorie. È stato autore della ballata Four Green Fields, composta nel 1967 come sorta di allegoria sulla suddivisione della sua patria di origine, l'Irlanda.

## Biografia
Makem ha fatto parte dell'entourage giovanile di Bob Dylan al tempo del Greenwich Village e ha partecipato nel 1992, insieme al suo gruppo storico, i Clancy Brothers, al The 30th Anniversary Concert Celebration, il concerto celebrativo dei trent'anni di attività di Dylan tenutosi al Madison Square Garden di New York.
Con i Clancy Brothers ha formato il gruppo conosciuto come The Clancy Brothers and Tommy Makem, con il quale debuttò nel 1961, al fianco di Joan Baez, al Newport Folk Festival.
Makem suonava il banjo a cinque corde, la chitarra chitarra acustica, il tin whistle e la cornamusa. Cantava nel registro di baritono.
Era conosciuto con i nomignoli di Bard of Armagh (derivato da una canzone del repertorio tradizionale che ha lo stesso titolo) e The Godfather of Irish Music.

### Carriera
Makem è nato ed è cresciuto a Keady, nella County Armagh (da lui definita "Hub of the Universe"), nell'Irlanda del Nord. Anche la madre Sarah è stata una nota folksinger, fonte di materiali tradizionali per molti artisti come Diane Guggenheim Hamilton, Jean Ritchie, Peter Kennedy e Sean O'Boyle.
Emigrò negli Stati Uniti nel 1955 portando con sé poche cose, senza trascurare però il suo set di cornamuse, retaggio della sua frequentazione della bagpipes band del suo paese di origine.
Come luogo di lavoro scelse la cittadina di Dover, nel New Hampshire; ma nel 1956 un incidente alla mano lo costrinse a trasferirsi a New York City per tentare fortuna nel mondo della musica con i Clancy Brothers. Makem e i Clancy Brothers firmarono nel 1961 un contratto con la Columbia Records che li fece debuttare con Joan Baez al Newport Folk Festival. Al termine del festival, Makem e Baez furono definiti le migliori promesse della scena folk statunitense.
Durante gli anni sessanta i Clancy Brothers e Tommy Makem si sono esibiti in concerti che hanno registrato il tutto esaurito, cantando e suonando anche alla Carnegie Hall e al Gate of Horn di Chicago e partecipando a show televisivi fra cui The E Sullivan Show e The Tonight Show. Il gruppo suonò anche alla Casa Bianca per il presidente J.F. Kennedy.
Makem lasciò il gruppo musicale nel 1969 per proseguire la carriera solista. Nel 1975 partecipò tuttavia in coppia con uno dei fratelli Clancy, Liam, al festival folk di Cleveland (Ohio). Dopo quella circostanza i due suonarono ancora insieme in concerto e incisero diversi album musicali con il nome collettivo di Makem and Clancy. Makem riprese poi ancora la carriera solista a far data dal 1988.

### Il "Tommy Makem's Irish Pavilion"
Negli ottanta e novanta, Makem è stato proprietario e gestore di uno storico locale di New York City, molto conosciuto fra gli appassionati di musica irlandese, il Tommy Makem's Irish Pavilion.
Situato in East 57th Street, ha visto esibirsi diversi musicisti noti e meno noti. È stato frequentato anche da Bob Dylan, che vi tenne i festeggiamenti dopo il concerto per il trentennale della sua carriera. Fra gli altri musicisti e ospiti del locale di Makem figurano Paddy Reilly, Joe Burke e Ronnie Gilbert.
Lo stesso Makem è stato un artista che si è esibito regolarmente nel locale, sia come solista sia, in determinate occasioni, come parte del duo Makem & Clancy. Il club servì anche a preparare il concerto-reunion del 1984 di The Clancy Brothers and Tommy Makem, tenuto al Lincoln Center di NYC.
Nel 1997 Makem pubblicò un libro, Tommy Makem's Secret Ireland, e due anni dopo andò in scena con un proprio spettacolo teatrale - Invasions and Legacies - in cui poteva mettere in evidenza le sue doti di cantastorie e intrattenitore.
La sua carriera ha incluso diversi altri risvolti, compresi i video riguardanti film documentario realizzati per la PBS, la rete televisiva pubblica, composizioni musicali e la scrittura di testi poetici.
Nel 2000 ha fondato il Tommy Makem International Festival of Song di South Armagh.

### Composizioni
Makem è stato un cantautore prolifico. Molti suoi brani sono divenuti degli standard nel repertorio folk. In particolare, la già citata Four Green Fields, una fra le più conosciute ballate irlandesi, è stata incisa o presentata in concerto da diversi artisti.
Negli anni della caduta della cortina di ferro, ha spesso trattato temi politici con accenti di orgogliosa fierezza e moderna consapevolezza, come nel caso della canzone The Winds Are Singing Freedom (I venti stanno cantando la libertà), divenuta un inno folk per molte popolazioni dell'Europa orientale alle prese con un futuro diverso.
Fra le canzoni di Makem maggiormente conosciute vi sono poi Gentle Annie, Red is the Rose, The Rambles of Spring, The Town of Ballybay, Winds of the Morning, Mary Mack e Farewell to Carlingford.
Makem è morto nella città di Dover, nel New Hampshire, dove andò a vivere appena giunto in USA, in conseguenza di un carcinoma del polmone. Sebbene affetto dalla malattia, ha continuato a registrare dischi e a tenere concerti fino a poco prima della morte.
Ricordandone la figura, Liam Clancy lo ha definito un fratello a tutti gli effetti. Come tributo alla sua statura di artista la stazione radiofonica WTSN di Dover ha mandato in onda due programmi commemorativi, uno il 2 agosto e l'altro il 9 agosto 2007 in occasione rispettivamente della morte e dei funerali dell'artista.
I figli di Makem - Shane, Conor e Rory (che fanno parte del gruppo The Makem Brothers) - e il nipote Tom Sweeney continuano la tradizione musicale folk di famiglia. Makem ha avuto anche una figlia, Katie Makem-Boucher, e due nipoti, Molly Dickerman e Robert Boucher. La moglie Mary è morta alcuni anni prima di lui, nel 2001.

### Riconoscimenti
Makem ha avuto molte collaborazioni artistiche, frutto di anni di performance teatrali che hanno evidenziato la sua personalità carismatica, la presenza scenica e la potente voce baritonale.
Solitamente usava aprire i concerti con il brano The Rambles of Spring per proseguire con standard del repertorio folk e della musica irlandese, sia brani conosciuti che meno conosciuti, anche se non risulta che abbia mai interpretato il classico Danny Boy o altri temi analoghi come When Irish Eyes are Smiling e Toorah Loorah Looral. Le sue esibizioni erano comunque spesso precedente da recitazioni di brani poetici, talvolta di William Butler Yeats.
In carriera ha ricevuto molti riconoscimenti, inclusi tre lauree a honorem: una dalla University of New Hampshire nel 1998, una dalla University of Limerick nel 2001 e una dalla University of Ulster nel 2007.
È stato premiato nel 1999 anche con lo World Folk Music Association's Lifetime Achievement Award, mentre con i Clancy Brothers è stato inserito nel 1999 fra i primi cento personaggi pubblici statunitensi con origini irlandese.

## Discografia
Makem ha inciso dozzine di dischi. Una parziale discografia è disponibile sul sito ufficiale Makem.com.

### Principali incisioni
Tra le principali incisioni figurano:
- Songs of Tommy Makem (1961) - Tradition (anche su CD)
- Tommy Makem Sings Tommy Makem (1968) - Columbia
- In the Dark Green Wood (1969) - Columbia
- The Bard of Armagh (1970) - GWP
- Love Is Lord of All (1971) - GWP[9]
- Listen...for the rafters are ringing (1972) - Bard (mercato USA) / Columbia (mercato estero)[10]
- Recorded Live - A Roomfull of Song (1973) - Bard/Columbia
- In the Dark Green Woods (1974) - Polydor (solo sul mercato irlandese)
- Ever the Winds (1975) - Polydor (come sopra)
- 4 Green Fields (1975) - HAWK
- Lord of the Dance (live) / Winds are Singing Freedom - HAWK
- Lonesome Waters (1985) Shanachie
- Rolling Home (1989) Shanachie
- Songbag (1990) - redistribuito su Red Biddy
- Live at the Irish Pavilion (1993) Shanachie
- Christmas (1995) Shanachie
- Ancient Pulsing Poetry With Music (1996) - Red Biddy
- The Song Tradition (1998) Shanachie

### Partecipazioni
- The Lark in the Morning di Liam Clancy, Tommy Makem, Family and Friends (1955) - Tradition (anche su CD)
- Folk Festival at Newport, Volume 1 (1959) - Vanguard
- The Newport Folk Festival, Volume 1 (1960) - Vanguard
- Songs for a Better Tomorrow (1963) - UAW
- Songs of the Working People (1988) - Flying Fish
- The Makem Brothers - On the Rocks (1995) - Red Biddy
- Where Have All The Flowers Gone?: The Songs of Pete Seeger (1998) - Appleseed
- Schooner Fare - A 20th Anniversary Party (1999) - Outer Green
- Barra MacNeils - The Christmas Album (1999) - etichetta sconosciuta
- Cherish the Ladies - The Girls Won't Leave the Boys Alone (2000) - Windham Hill
- Roger McGuinn - Treasures from the Folk Den (2001) - Appleseed
- 25th Annual Sea Music Festival (2004) - Distribuzione indipendente
- Barra MacNeils - The Christmas Album II (2006) - etichetta conosciuta

### Distribuzioni postume
- Legendary Tommy Makem Collection (2007) - Emerald

## Video
- The Story of the Clancy Brothers and Tommy Makem (1984) - Shanachie
- Reunion Concert: Belfast (1984) - Shanachie
- Pete Seeger's Rainbow Quest (1965) (circa 1985) - Central Sun / redistribuito su Shanachie
- Tommy Makem and Friends in Concert (1992) - WMHT/PBS
- Bob Dylan: The 30th Anniversary Concert Celebration (1993) - Sony
- Tommy Makem in Concert With Pete Seeger and the Egan-Ivers Band (1994) - WMHT/PBS
- Tommy Makem in Concert With Odetta and The Barra MacNeils (1994) - WMHT/PBS
- Tommy Makem's Ireland (1994) - WMHT/PBS
- A Christmas Tradition (1995) - WMHT/PBS
- The Road Taken With Tommy Makem (2001) - WMHT/PBS
- The Makem and Spain Brothers In Concert (2006) - WMHT/PBS
- The Best of 'Hootenanny' (2007) - Shout!
- Come West Along the Road (2007) - RTÉ